# Conservatorio Klindworth-Scharwenka
Il Conservatorio di Musica Klindworth-Scharwenka era un istituto musicale fondato nel 1893 a Berlino, che godette per decenni della reputazione di centro di formazione di fama internazionale. 

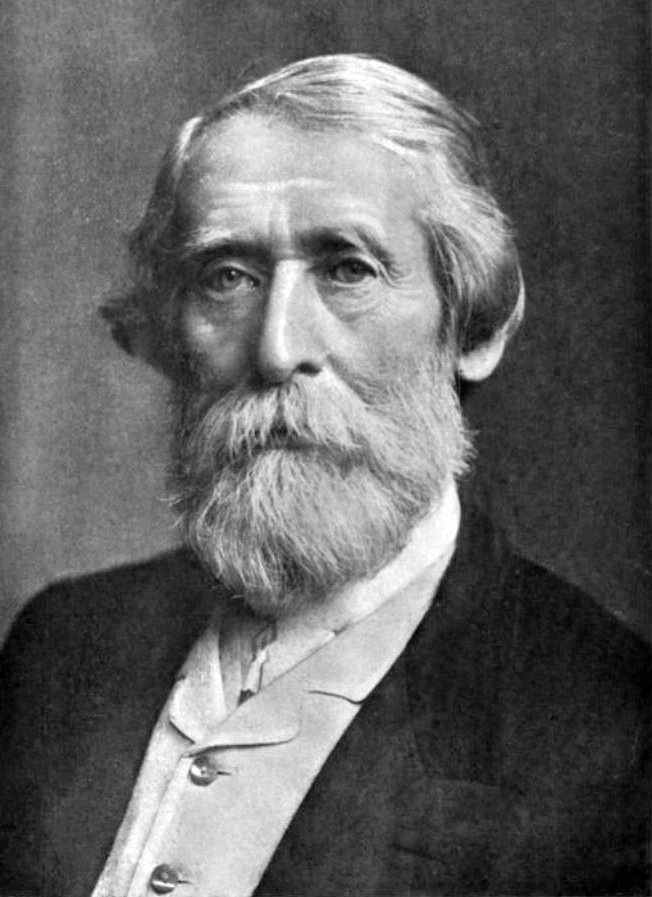
Karl Klindworth

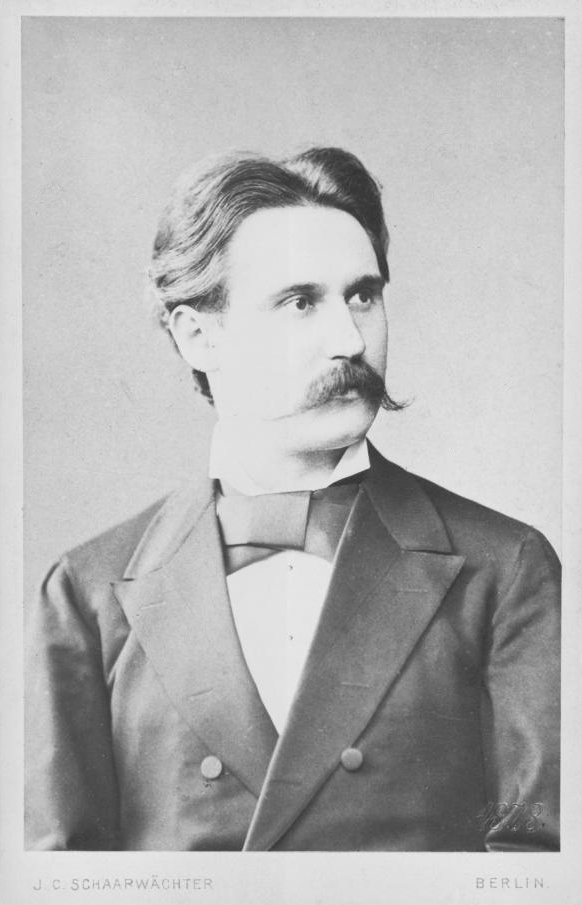
Franz Xaver Scharwenka

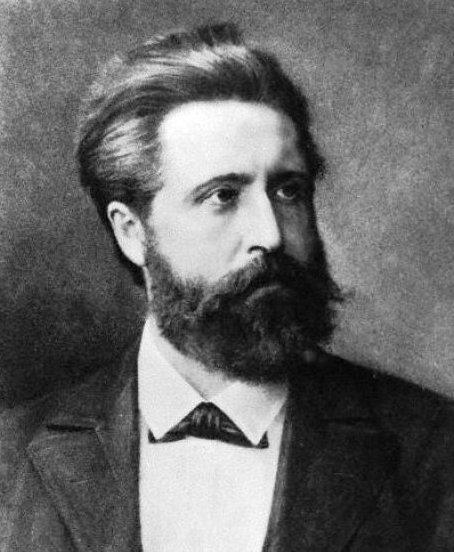
Philipp Scharwenka

Nacque dalla fusione nel 1881 del Conservatorio Scharwenka, fondato da Xaver Scharwenka e Filippo, suo fratello acquisito, con la scuola di musica Karl Klindworth, esistente dal 1883.
Dal 1908 il Conservatorio venne situato in un edificio separato in via Genthiner 11 (Berlino-Tiergarten), che comprendeva 2 grandi sale da concerto, la Sala Blüthner e la Sala Klindworth-Scharwenka. Nei primi anni del 1940 fu spostato nella via Berliner 39, reinsediato il quartiere berlinese di Charlottenburg. All'incirca dal 1950-1960, l'Istituto è stato in Braille Strasse 7 (Berlin-Steglitz).
Nel 1960 l'insegnamento è terminato.

## Direttori
- 1881–1892: Xaver Scharwenka (Scharwenka-Konservatorium)
- 1890–1892: Wilhelm Langhans (Scharwenka-Konservatorium)
- 1883–1892: Karl Klindworth (Klindworth-Musikschule)
- 1893–1905: Hugo Goldschmidt
- 1893–1917: Philipp Scharwenka
- 1898–1924: Xaver Scharwenka (nur noch nominell)
- 1905–1937: Robert Robitschek
- 1929–?: Max Dawison
- 1937–1960: Walter Scharwenka